# GOSSEN

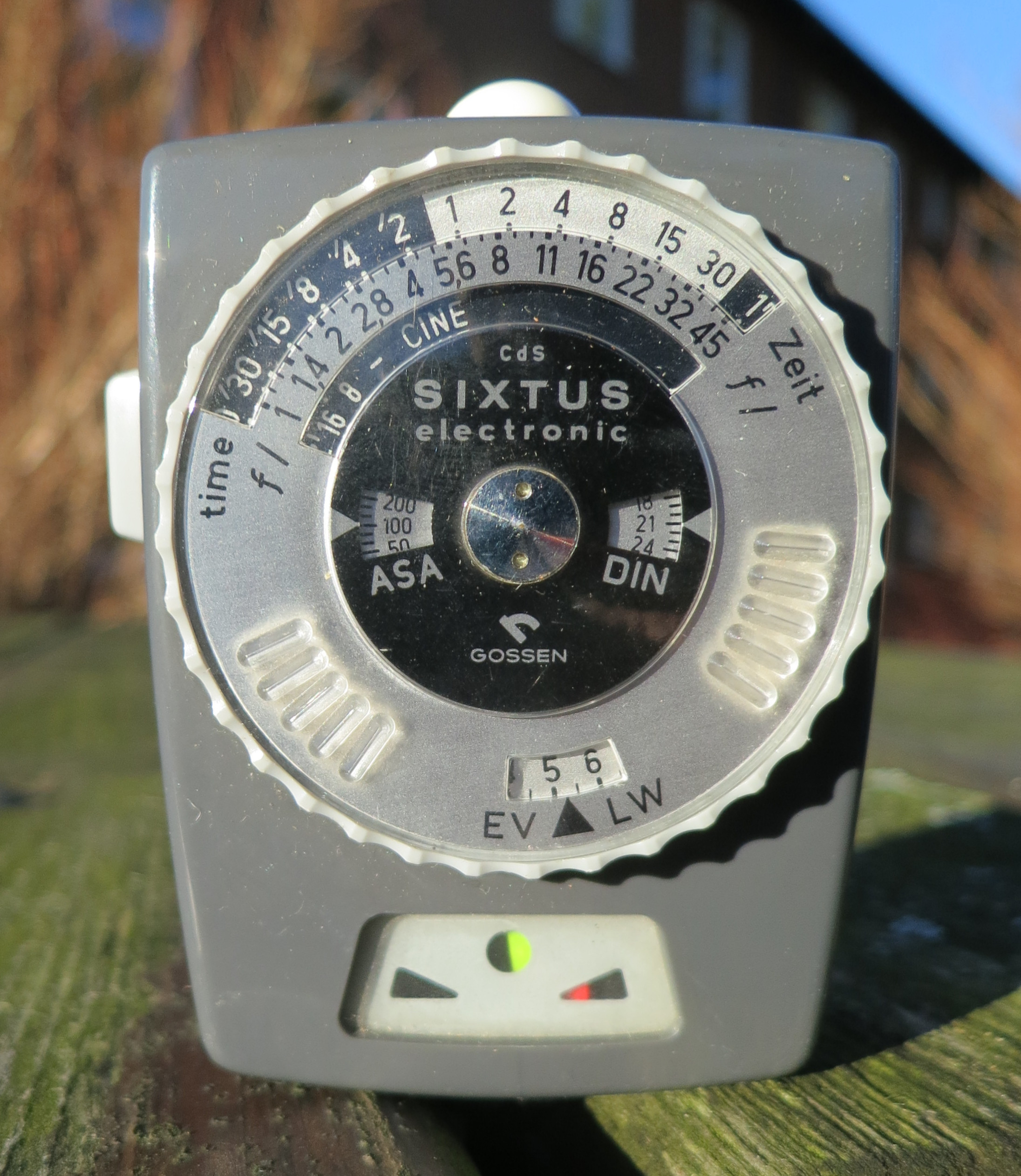
Gossen Sixtus

GOSSEN is een Duits bedrijf dat gespecialiseerd is in de foto- en belichtingsmeters. Het is naast Minolta een van de belangrijkste leveranciers van fotografische belichtingsmeters.
GOSSEN was tot 1997 een onderdeel van GOSSEN-Metrawatt GmbH, maar dit bedrijf stootte die divisie af en GOSSEN werd volledig verzelfstandigd.
Daar waar Minolta zich van GOSSEN onderscheidt door zich te specialiseren in spotmeters biedt GOSSEN een wat breder assortiment waarmee meer mogelijk is, zoals optellend flitsen, contrastmeting, cineschaal e.d.

## Bekende modellen
- Lunasix F
- Sixtomat
- Sixtus
- Variosix
- Profisix

## Verschil tussen losse en ingebouwde meters
De toegevoegde waarde van losse belichtingsmeters ten opzichte van de in de fotocamera's ingebouwde belichtingsmeters is dat ze op de plek van het onderwerp kunnen worden gebracht en daar door middel van de opvallendlichtmeetmethode nauwkeurig de belichting kunnen bepalen dan met de gebruikelijke reflecterendlichtmeetmethode. (die altijd gehanteerd wordt met de in de camera ingebouwde meters).
Door echter gebruik te maken van een 18%-grijskaart kan een gebruiker zonder een losse lichtmeter toch een vergelijkbaar resultaat bereiken. Dat komt door de grijswaarde van deze kaart, die 'het gemiddelde' fotografische onderwerp vertegenwoordigd.